# 穆特勒峰
46°54′02.3″N 10°22′43.4″E / 46.900639°N 10.378722°E

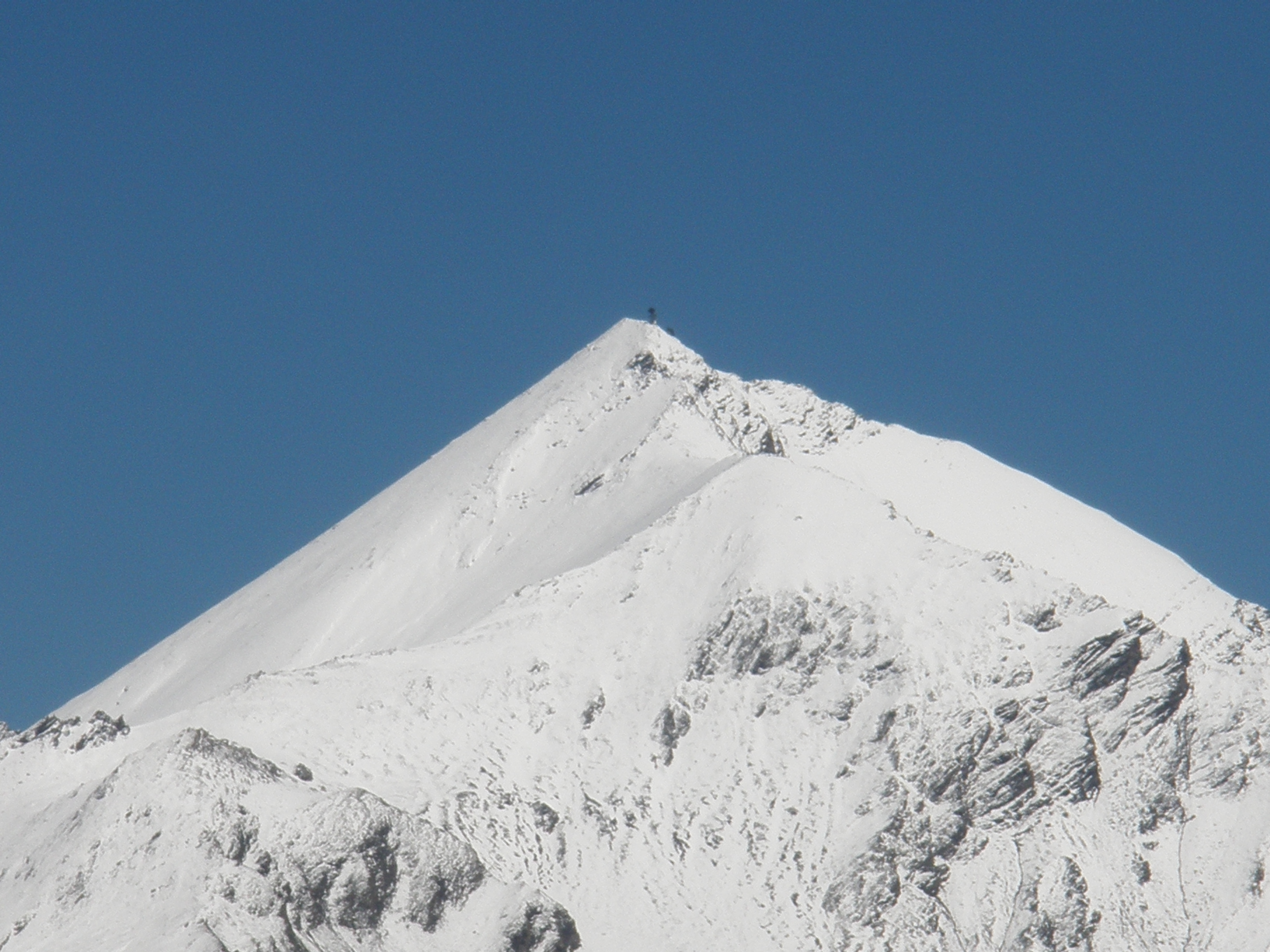

穆特勒峰（Muttler），是瑞士的山峰，位於該國東部，由格勞賓登州負責管轄，屬於薩姆瑙恩阿爾卑斯山脈的一部分，海拔高度3,296米，人類首次在1859年7月29日登頂。